# Jean-Baptiste Wercollier
Pour les articles homonymes, voir Wercollier.
 (juin 2024).
La mise en forme du texte ne suit pas les recommandations de Wikipédia : il faut le « wikifier ».
Les points d'amélioration suivants sont les cas les plus fréquents :
- Les titres sont pré-formatés par le logiciel. Ils ne sont ni en capitales, ni en gras.
- Le texte ne doit pas être écrit en capitales (les noms de famille non plus), ni en gras, ni en italique, ni en « petit »…
- Le gras n'est utilisé que pour surligner le titre de l'article dans l'introduction, une seule fois.
- L'italique est rarement utilisé : mots en langue étrangère, titres d'œuvres, noms de bateaux, etc.
- Les citations ne sont pas en italique mais en corps de texte normal. Elles sont entourées par des guillemets français : « et ».
- Les listes à puces sont à éviter, des paragraphes rédigés étant largement préférés. Les tableaux sont à réserver à la présentation de données structurées (résultats, etc.).
- Les appels de note de bas de page (petits chiffres en exposant, introduits par l'outil «  Source ») sont à placer entre la fin de phrase et le point final[comme ça].
- Les liens internes (vers d'autres articles de Wikipédia) sont à choisir avec parcimonie. Créez des liens vers des articles approfondissant le sujet. Les termes génériques sans rapport avec le sujet sont à éviter, ainsi que les répétitions de liens vers un même terme.
- Les liens externes sont à placer uniquement dans une section « Liens externes », à la fin de l'article. Ces liens sont à choisir avec parcimonie suivant les règles définies. Si un lien sert de source à l'article, son insertion dans le texte est à faire par les notes de bas de page.
- La présentation des références doit suivre les conventions bibliographiques. Il est recommandé d'utiliser les modèles {{Ouvrage}}, {{Chapitre}}, {{Article}}, {{Lien web}} et/ou {{Bibliographie}}. Le mode d'édition visuel peut mettre en forme automatiquement les références.
- Insérer une infobox (cadre d'informations à droite) n'est pas obligatoire pour parachever la mise en page.

Pour une aide détaillée, merci de consulter Aide:Wikification.
Si vous pensez que ces points ont été résolus, vous pouvez retirer ce bandeau et améliorer la mise en forme d'un autre article.
Johann Baptist (Jean-Baptiste) Wercollier, né à Grund le 28 juin 1868 et décédé à Luxembourg-Ville le 24 septembre 1946, est un sculpteur luxembourgeois.

## Biographie
Jean-Baptiste ou Batty Wercollier est le fils du maître serrurier François Xavier (Franz) Wercollier et de Christine Molitor À l'Athénée royal grand-ducal, il reçoit des leçons de dessin de Michel Engels et se lie d'amitié avec son camarade de classe Jean-Pierre Koenig. À treize ans, il entre chez le peintre décorateur Peiffer. La sculpture l'attire plus que le pinceau et il entre en apprentissage pendant quatre ans chez le sculpteur Pütz. Il travaille ensuite brièvement chez le marchand d'art Vout à Bruxelles, mais devient rapidement sculpteur sur bois dans l'entreprise luxembourgeoise Champagne. En 1888, il entre au magasin de meubles Schulz à Strasbourg. Entre 1890 et 1892, il séjourne à Paris ; en 1893, il obtient son diplôme de sculpture à la Kunstgewerbeschule de Karlsruhe. À la demande du ministre d'État Paul Eyschen, il revient au Luxembourg en 1894 et enseigne la sculpture sur bois à l'école du soir pendant trois ans.
Wercollier s'est surtout fait connaître par ses bustes et ses portraits en relief. Il est l'un des fondateurs du Cercle artistique de Luxembourg (CAL) en 1893, aux côtés des architectes Jean-Pierre Knepper et Jean-Pierre Koenig et des peintres Pierre Blanc, Michel Engels, Frantz Heldenstein et André Thyes, entre autres. En 1896, il épouse Margaretha Koenig, sœur de son ami d'enfance, l'architecte Jean-Pierre Koenig. Au Salon du CAL, il remporte avec Claus Cito le Prix Grand-Duc Adolphe en 1909 . En 1923, il participe au Salon de Nancy avec plusieurs artistes luxembourgeois, dont Pierre Blanc, Claus Cito et Rita Reining.
De 1896 à 1936, Wercollier est professeur à l'École d'artisans de l'État, la nouvelle « Handwierkerschoul » de la ville de Luxembourg. Il est nommé professeur honoraire à sa retraite. Il a eu pour élèves Jean Curot, Henri Demuth, Adolf Eberhard, Michel Haagen, Albert Kratzenberg, Jean-Théodore Mergen, Léon Nosbusch, Michel Reuland, Jos. Wegener et son fils Lucien Wercollier. Il effectue encore plusieurs voyages d'études, notamment à Paris en 1899 et à Bruxelles en 1902, où il suit les cours de Charles Van der Stappen, Julien Dillens et Victor Rousseau à l'Académie royale. 
Il a été fait Officier de l'Académie (1921) et Chevalier de l'Ordre de la Couronne de chêne (1929) au cours de sa carrière et Officier de l'Ordre de Mérite civil et militaire d'Adolphe de Nassau (1936) lorsqu'il a pris sa retraite de l'enseignement.

## Œuvres
- 1906 sculptures, décorations en stuc et moulures pour l'établissement de bains de Luxembourg. En collaboration avec Etienne Galowich.
- 1908-1910 sculpture pour la Poste de Luxembourg.
- 1914 dessin de la pierre tombale de Bernard Haal (1832-1913), fondateur du Gesellenverein luxembourgeois, sur le cimetière Notre-Dame de Luxembourg.
- 1916 portrait en relief du linguiste René Engelmann (1880-1915), pour sa tombe à Vianden.
- 1921 projet de portrait en relief de l'évêque Jean-Joseph Koppes (1843-1918) pour son épitaphe dans la chapelle du Glacis au Limpertsberg. Le monument a été conçu par le beau-frère de Wercollier, l'architecte Jean-Pierre Koenig. La sculpture a été réalisée par Ernest Grosber[6].
- 1924 Portrait en relief du cycliste François Faber (1887-1915) pour un monument au vélodrome près de la Villa Louvigny. Exécuté par Haagen.
- 1934 portrait en relief de Mgr Jean-Baptiste Fallize (1844-1933), évêque de Norvège, placé sur sa tombe au cimetière Notre-Dame de Limpertsberg.
- bustes de Daubenfeld, du professeur Eugène Kurth et de l'artiste Alphonse Thyes, entre autres.
- Portrait en relief du grand rabbin Samuel Fuchs.
- Conception de chapiteaux de colonnes pour l'église de Hamm.
- Conception d'une chaire pour l'église de Limpertsberg.
- Conception des reliefs de l'autel de l'église de Wolflingen.

## Galerie

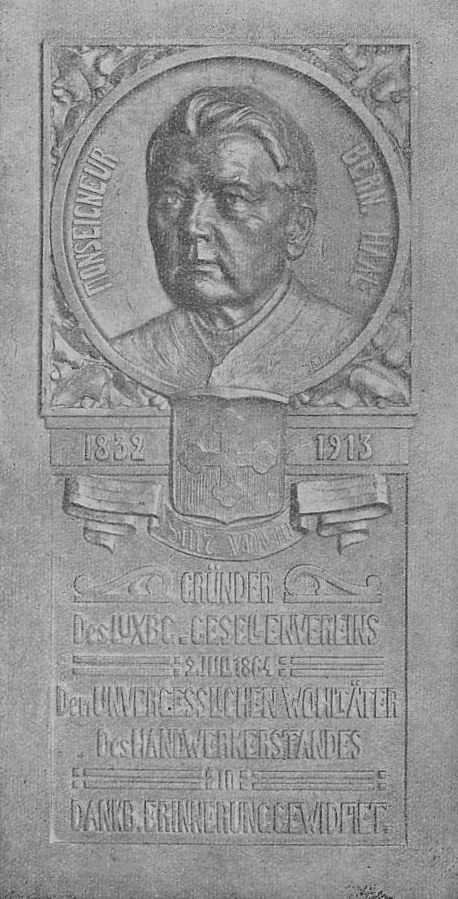
Bernard Haal (1914)
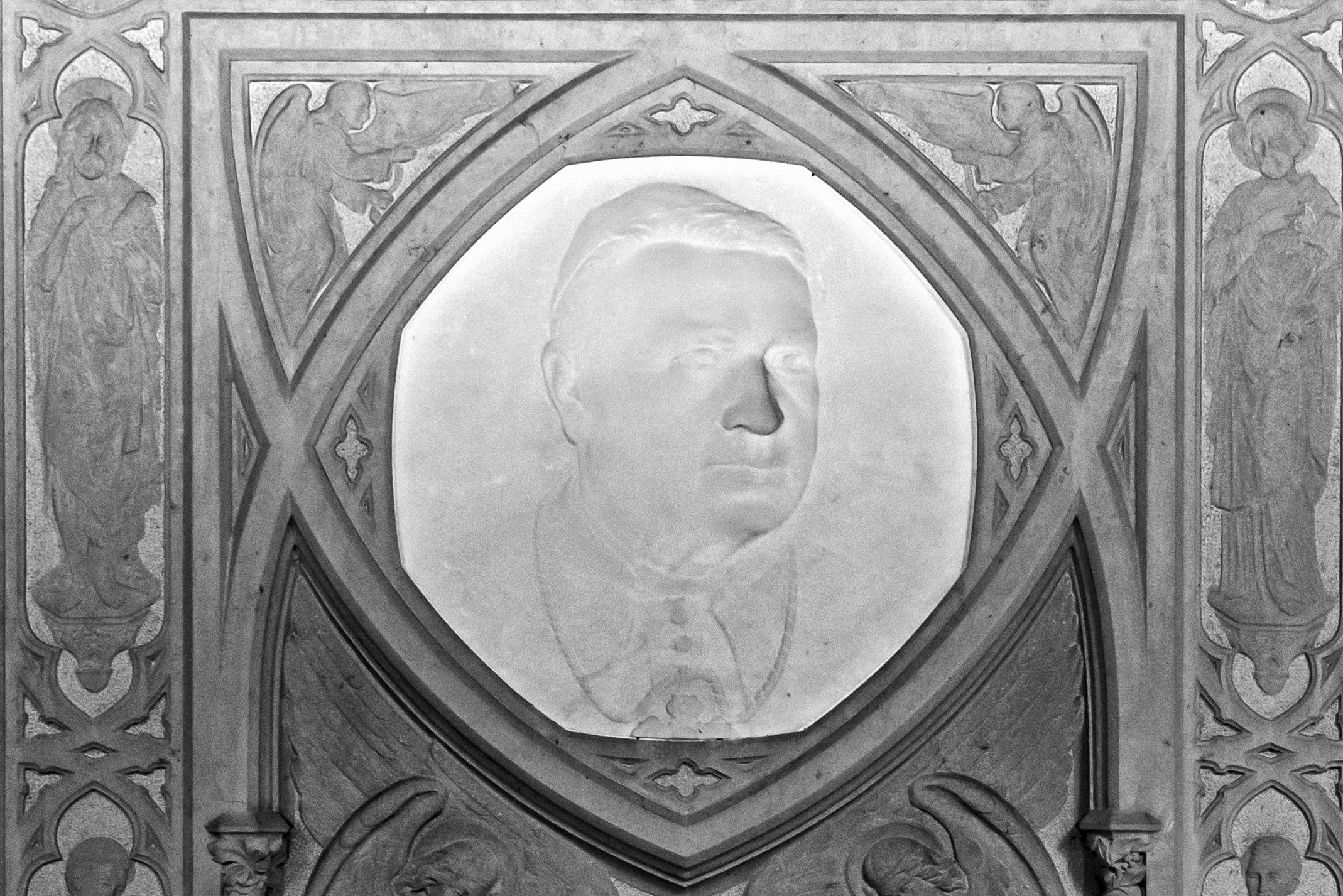
Jean-Joseph Koppes (1921)
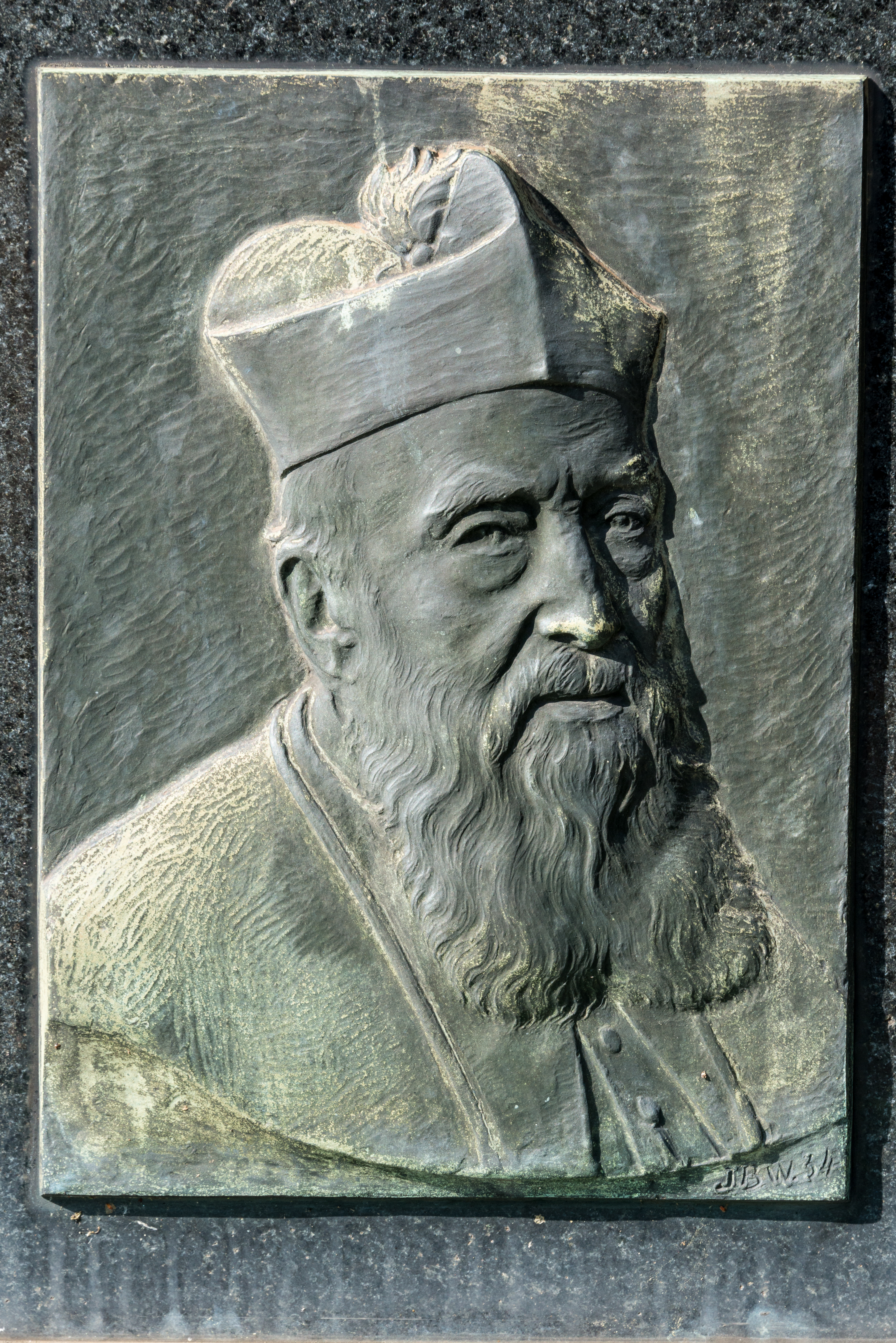
Jean Baptiste Fallize (1934)